# Oporinia significata
Oporinia significata là một loài bướm đêm trong họ Geometridae.